# Imoasa
Imoasa – wieś w Rumunii, w okręgu Mehedinți, w gminie Corcova. W 2011 roku liczyła 378 mieszkańców.